# Symphlebia juvenis
Symphlebia juvenis là một loài bướm đêm thuộc phân họ Arctiinae, họ Erebidae.